# Добрин
Добрин е село в Североизточна България. То се намира в община Крушари, област Добрич.

## История
През лятото на 1906 г. в местността Калето между днешните села Абрит и Добрин са открити останки от Античността, първоначално интерпретирани като римско укрепление, построено около извор. Карел Шкорпил от Варненското археологическо дружество погрешно приема, че е разкрит древния Абритус, за който има писмени свидетелства относно римския път от Марцианопол към Новиодунум. Считало се, че укреплението е стояло край пътя, по който са минавали множество кервани и са спирали за отдих край извора. Най-вероятно с традицията за тези кервани е свързано и наименованието на селото през османския период – Деведжи кьой (превод от турски език - „камиларско село“). След идентифицирането на Залдапа тезата на Шкорпил за Абритус е отхвърлена и се приема, че се касае за дори по-древно тракийско селище в Малка Скития, основано от племето обулензи около 8 век пр.н.е.
В края на ХІХ и началото на ХХ век тук пристигат заселници-овчари от Котелско. Те пристигат в Добруджа с над 5000 глави овце. През 1913 г. Кралство Румъния окупира Добруджа и в Деведжи кьой, както и в останалите добруджански селища, са натрапени чужди управници. По време на румънската окупация селцето се нарича Жодеу Камилару, което е буквален превод от турското му название. През 1916 г. окупаторите са прогонени от българската земя. 
След Крайовската спогодба селото получава името Добрин на 27 юни 1942 г. На 29 декември 1959 г. е заличено съседното село Благовец и е присъединено като квартал на село Добрин.

## Население
Преброяване на населението през 2011 г.
Численост и дял на етническите групи според преброяването на населението през 2011 г.:
|                     | Численост | Дял (в %) |
| Общо                | 143       | 100,00    |
| Българи             | 119       | 83,21     |
| Турци               | 0         | 0,00      |
| Цигани              | 10        | 6,99      |
| Други               | 0         | 0,00      |
| Не се самоопределят | 0         | 0,00      |
| Неотговорили        | 13        | 9,09      |

## Редовни събития
Събор на 2 май - Спасовден.